# Moves like Jagger
«Moves Like Jagger» es una canción de la banda estadounidense Maroon 5 que contó con la colaboración de la cantante estadounidense Christina Aguilera. Pertenece a su tercer álbum de estudio Hands All Over, de 2011. La compusieron Adam Levine, Ammar Malik, Benjamin Levin y Shellback; este último también la produjo junto a Benny Blanco. La discográfica A&M Octone Records la lanzó digitalmente el 21 de junio de 2011 como cuarto sencillo del disco, a través de iTunes. Musicalmente, es una canción de géneros dance pop y electropop con influencias de pop, la música disco, y el rock. Su letra trata en que el intérprete intenta impresionar a una chica con suaves movimientos similares a los del vocalista de "The Rolling Stones", Mick Jagger
Recibió comentarios generalmente positivos por parte de los críticos. Comercialmente, llegó al número uno en las listas de los países de Austria, Canadá, Dinamarca, Escocia, Eslovaquia, los Estados Unidos, Finlandia, Hungría, Irlanda, Israel, Líbano, México, Noruega, Nueva Zelanda, Polonia y Suecia. Durante el 2011, vendió más de siete millones de descargas digitales en todo el mundo, lo que se convirtió en la novena canción más descargada de ese año. Por otra parte, recibió una nominación al premio Grammy en la categoría de mejor interpretación de pop de dúo/grupo en su quincuagésima cuarta edición, pero perdió ante «Body & Soul» de Tony Bennett y Amy Winehouse. Para abril de 2014, había vendido 13.9 millones de copias mundialmente.
El vídeo musical correspondiente apareció por primera vez en E! News el 8 de agosto de 2011, mientras que la banda lo publicó al día siguiente en su canal VEVO en YouTube. Su trama comienza con imágenes a blanco y negro de teatros, los equipos de montaje e iluminación preparándose para una sesión de The Rolling Stones y posteriormente, aparecen varias personas intentando imitar los movimientos del legendario Mick Jagger. La agrupación interpretó por primera vez el sencillo junto a Christina Aguilera en el reality show The Voice, en la que Aguilera y Levine fueron entrenadores. Además, también la presentaron en varios programas de televisión como America's Got Talent, Saturday Night Live, entre otros.

## Antecedentes y composición

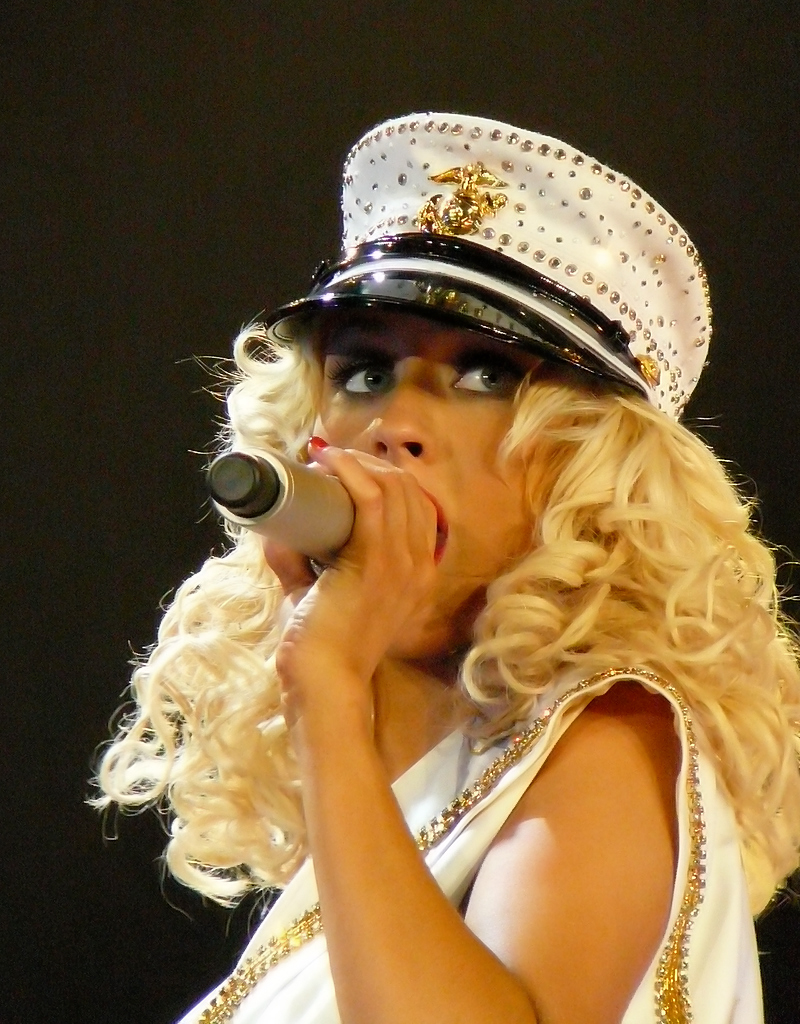
Christina Aguilera, intérprete colaboradora en el sencillo.

En una entrevista con Billboard, Adam Levine explicó: «["Moves like Jagger"] fue una de esas canciones que fue sin duda un riesgo [al componerla], es una declaración [de amor] audaz. Nunca hemos lanzado una canción así. Pero es interesante hacer algo diferente, hacer algo nuevo. Estoy feliz de [que a] todo el mundo le gusta». La canción la compuso Adam Levine, Ammar Malik, Benjamin Levin y Shellback, mientras que este último también la produjo en compañía con Benny Blanco y la grabaron en Los Ángeles en mayo de 2011. Tim Jonze de The Guardian entrevistó al vocalista y dijo que «es un tema muy delicado que pisa tantas líneas y tantas cuerdas flojas que está a punto de convertirse en un desastre». Por otro lado, Christina Aguilera comentó acerca de la pista que: «La primera vez que escuché la canción, me encantó. Tiene elementos [musicales] de los años 60 y 70, sin embargo, es tan actual y única».
«Moves like Jagger» es una canción de géneros dance pop y electropop con influencias de pop, la música disco y el rock. De acuerdo con una partitura publicada en el sitio Musicnotes.com por Universal Music Publishing Group, el tema tiene un tempo allegro de 121 pulsaciones por minuto y está compuesto en la tonalidad de si menor. El registro vocal de Levine se extiende desde la nota sol♯2 hasta la si♯4. En el estribillo, el intérprete canta: «I don't even try to control you / Look into my eyes and I'll own you / With the moves like Jagger / I got the moves like Jagger / I got the mooooooves like Jagger» («Ni siquiera trato de controlarte / Mírame a los ojos y te poseeré / Con los movimientos como [los de] Jagger / Tengo los movimientos como [los de] Jagger / Tengo los moooooovimientos como [los de] Jagger»). Su letra trata de Levine intentando impresionar a una chica con suaves movimientos de baile similares a los de la leyenda del rock Mick Jagger de The Rolling Stones.

## Recepción

### Comentarios de los críticos
«Moves like Jagger» recibió generalmente comentarios positivos de parte de los críticos. Scott Schelter de PopCrush le dio una calificación de cuatro estrellas y media de cinco y escribió: «La canción hubiese sido genial incluso sin [la voz de] Aguilera, pero su cameo ardiente la hace mucho mejor». Schelter afirmó que el sencillo «tiene lo suyo» y compite contra los mejores trabajos del grupo, desde «This Love» hasta «Makes Me Wonder». Robbie Daw del sitio web Idolator comentó que cuando Aguilera comienza a cantar, «se roba el show». Bill Lamb de About le concedió una calificación de cuatro estrellas y media de cinco y comentó:

«La melodía basada en el funk y el silvido se pierde. La invitada vocal y también jueza compañera [de Levine] es la cereza del pastel, realmente hay una química vocal entre los intérpretes. ¿Quién no se impresiona con el movimiento de cuerpo del legendario Mick Jagger? Él es un icono de la cultura pop [...] "Moves like Jagger" es una excepcional canción del verano, es ligera, bailable y sería un gran sonido en el automóvil con la capota abajo».

Además, Lamb la ubicó en el primer puesto de su top diez de las mejores canciones de Maroon 5. Por su lado, Robert Copsey de Digital Spy escribió: «Una canción que rinde homenaje a una leyenda de la música se prevé que tenga un éxito fácil [...] Cuando Levine y Aguilera honran a algo tan icónico y frívolo, como lo son los movimientos de Mick Jagger, es difícil no volverse adicto [a la canción]». Además, le otorgó cuatro estrellas de cinco. Andrew Unterberger de Pop Dust dijo que la canción es «mejor de lo que había esperado», además comentó que con «Moves like Jagger» y la línea de «Tik Tok» de Ke$ha, estaba impresionado con que Jagger siguiera siendo un símbolo sexual icónico. Un escritor del sitio web de Los 40 Principales comentó que es «una de las canciones que me ponen de "buen rollo" y es que [con solo] escuchar los primeros acordes [uno] comienza a bailar». Debido al aniversario número cincuenta y cinco de la lista Billboard Hot 100, la revista Billboard organizó un listado de las 100 mejores canciones de todos los tiempos, en donde «Moves like Jagger» está en el puesto sesenta y ocho.

### Rendimiento comercial

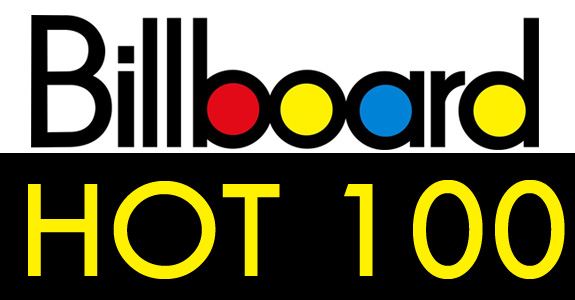
«Moves like Jagger» ocupó el puesto sesenta y ocho de las 100 mejores canciones de todos los tiempos en la Billboard Hot 100.

«Moves like Jagger» obtuvo un buen éxito comercial alrededor del mundo, con lo que llegó vender más de siete millones solo en 2011, siendo la novena canción más descargada de ese año.
En los Estados Unidos, debutó en el octavo lugar de la lista Billboard Hot 100 y en el segundo de la Digital Songs ya que vendió más de 215 000 descargas digitales. A su octava semana, subió al primer puesto en la segunda lista con ventas de 219 000 copias, mientras que en la primera alcanzó el número tres. Dos ediciones después, escaló a la cima en ambos conteos, lo que le otorgó a la banda su segundo número uno en la Billboard Hot 100, después de «Makes Me Wonder» en 2007, mientras que para Aguilera, sumó su quinto encabezamiento, luego de «Lady Marmalade» en 2001. En la edición siguiente, descendió a la segunda y tercera posición, respectivamente, debido a que «Someone like You» de Adele la desbancó en los dos rankings. Sin embargo, «Moves like Jagger» retomó la cima en ambos conteos en la siguiente semana y se mantuvo allí tres ediciones consecutivas, hasta que «Someone like You» volvió al número uno. En el conteo Pop Songs, debutó en la trigésimo séptima casilla y a su décima semana, llegó hasta el primer puesto, en donde duró seis ediciones seguidas. Por otro lado, lideró las listas Radio Songs y Adult Pop Songs y alcanzó las posiciones número siete y nueve en la Adult Contemporary y Dance/Club Play Songs, respectivamente. Durante el 2011, vendió cerca de 4 111 000 copias digitales en el país, siendo el cuarto tema más descargado de ese año, de las cuales 4 012 000 fueron de su versión original. En cuestión de reproducciones radiales, registró alrededor de 465 000 detecciones, por lo que ocupó el octavo puesto de las canciones más reproducidas. En marzo de 2013, completó los seis millones en ventas en los Estados Unidos y hasta septiembre de 2014, había vendido más de 6 507 000, siendo el más exitoso de la banda, por lo que recibió la certificación de seis discos de platino de parte de la RIAA. En Canadá, encabezó la Canadian Hot 100 por diez semanas consecutivas y además, la CRIA condecoró al tema con ocho discos de platino, gracias a que comercializó más de 640 000 ejemplares en el territorio. De acuerdo con Nielsen Soundscan, en toda su historia de existencia, hasta el 30 de diciembre de 2014, «Moves like Jagger» es el tercer tema más vendido digitalmente en el país, con 784 000 copias descargadas, solo detrás de «Party Rock Anthem» de LMFAO y «Blurred Lines» de Robin Thicke. En tanto en países de habla hispana, alcanzó la cima en el conteo Mexico Airplay de México y el tercer puesto en el Top 50 Canciones de España. En este último, vendió más de 40 000 copias digitales y por ende, la PROMUSICAE certificó al tema con un disco de platino. Por otro lado, llegó al lugar veintidós del Brazil Hot 100 Airplay de Brasil como máxima posición.

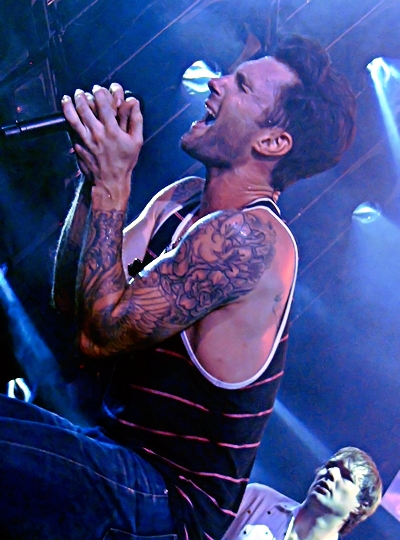
Adam Levine, vocalista de la banda.

En Europa también tuvo un buen rendimiento comercial. En la región flamenca de Bélgica, debutó en el lugar cuarenta y cinco de su lista Ultratop 50 y para su octava semana, logró el cuarto puesto. Por otra parte, también entró en la región valona de ese país. Debutó en el número veinticuatro de la Ultratop 40 y semanas después, logró su máxima posición en el cuarto lugar por dos ediciones no consecutivas. La BEA le otorgó al sencillo un disco de platino por vender más de 30 000 descargas. En Alemania entró en el tercer puesto y posteriormente, llegó al segundo lugar por siete semanas seguidas. Adicionalmente, recibió un disco de platino de la BVMI gracias a que vendió más de 300 000 copias. Por otro lado, encabezó las listas de los países de Dinamarca y Finlandia. En el primero, la IFPI condecoró a la pista con dos discos de platino por comercializar más de 30 mil descargas digitales, mientras que en el segundo, recibió la certificación de platino por más de 10 000 ventas de parte de la IFPI. También lideró los importantes conteos de los países de Austria, Noruega y Polonia. En Eslovaquia, la pista alcanzó el número uno por una semana en su lista de radios. Igualmente, figuró en el conteo radial de la República Checa, solo que en la segunda casilla por dos ediciones seguidas. En Irlanda debutó en el primer puesto, mientras que en Francia se ubicó en el tercer lugar y la SNEP le otorgó un disco de oro, gracias que comercializó más de 150 000 copias. En Hungría e Israel alcanzó el primer puesto de las listas Rádiós Top 40 e International Airplay Chart, respectivamente, en tanto en Bulgaria logró el segundo. En el Reino Unido, «Moves like Jagger» debutó en el lugar número tres de la lista UK Singles Chart. Dos ediciones después, subió hasta el segundo puesto y duró siete semanas seguidas en esa posición. Para septiembre de 2014, había vendido más de 1 470 000 copias digitales, por lo que es la cuarta canción más vendida digitalmente en el territorio, detrás de «Happy» de Pharrell Williams, «Blurred Lines» de Robin Thicke y «Someone like You» de Adele y la única que ha superado el millón en ventas sin llegar al número uno. Por consiguiente, recibió dos discos de platino por parte de la BPI, ya que sobrepasó los 1,2 millones en ventas. En Escocia y Suecia, la canción obtuvo el número uno y en este último, recibió cinco discos de platino por vender más de 200 mil ejemplares otorgado por la IFPI. En Italia escaló hasta la segunda casilla y obtuvo la certificación de multiplatino por parte de la FIMI, mientras que en Suiza llegó al quinto puesto y recibió de la IFPI un disco de platino por ventas elevadas a 30 000 ejemplares. Por otro lado, entró en los Países Bajos en el puesto cinco y cuatro ediciones después, ascendió hasta la posición número dos por tres semanas consecutivas.
En cuanto a países asiáticos, entró a la lista Japan Hot 100 de Japón en la casilla treinta y en la The Official Lebanese Top 20 de Líbano en el primer lugar. En Corea del Sur, debutó en el primer puesto del ranking Gaon International Download Chart con 256 848 descargas comercializadas. Adicionalmente, ha vendido más de 4 millones de descargas entre 2011 y 2012, siendo en estos dos períodos la canción internacional más descargada en ese país. Por otro lado, en Australia debutó la posición número treinta y seis de la Australian Singles Chart y tres ediciones después, escaló al segundo lugar y se mantuvo allí por diez semanas seguidas. Adicionalmente, obtuvo once discos de platino otorgados por la ARIA gracias a que comercializó más de 770 000 ejemplares. En Nueva Zelanda encabezó la NZ Top 40 Singles por seis ediciones consecutivas y la RIANZ la condecoró con la certificación de triple platino por la venta de más de 45 000 descargas digitales.

## Vídeo musical

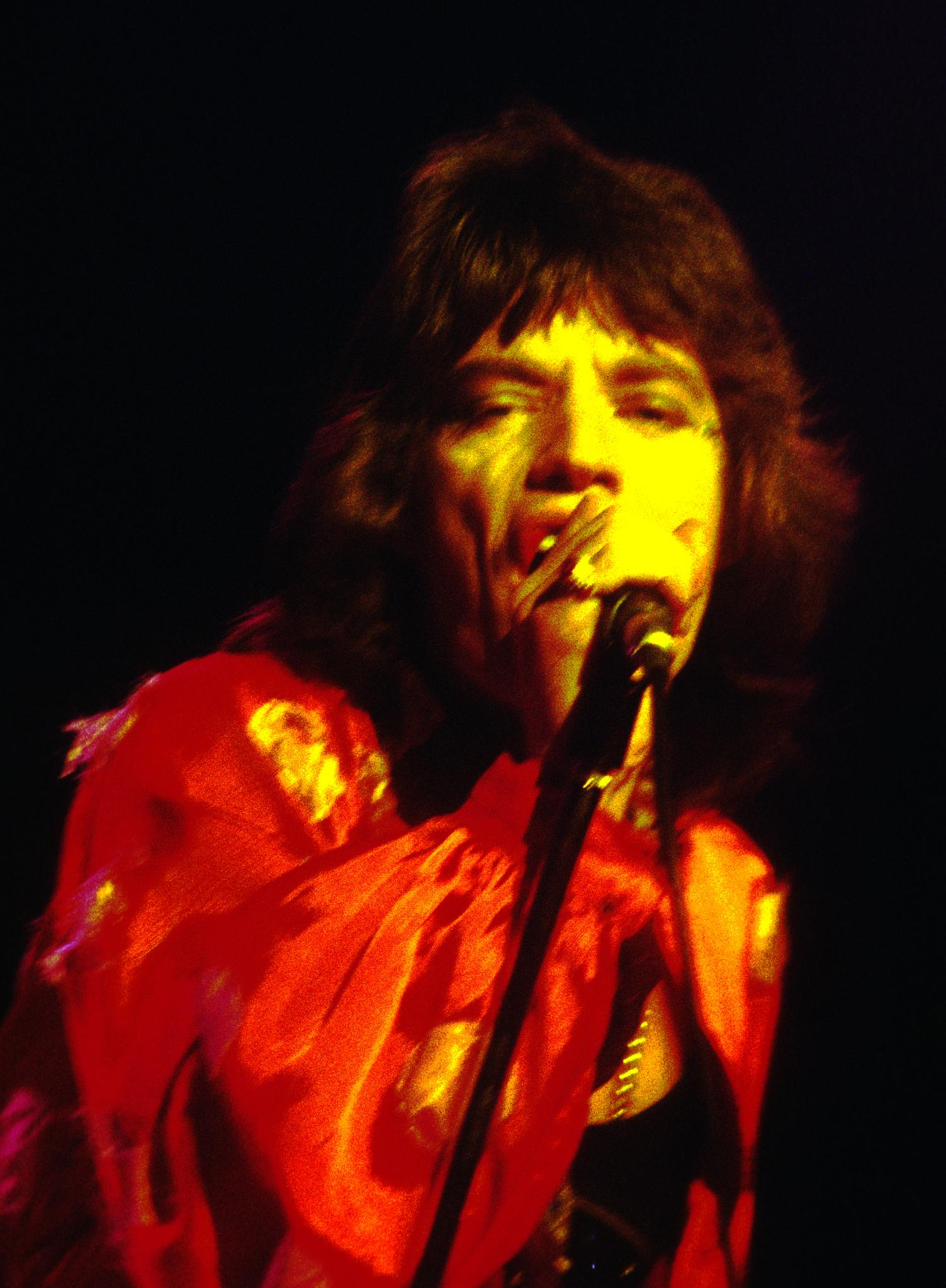
El vídeo muestra imágenes de Mick Jagger en sus inicios.

El vídeo musical de «Moves like Jagger» fue dirigido por Jonas Åkerlund, quien ya había trabajado con la banda en su anterior sencillo «Wake Up Call». El vídeo musical fue filmado en Los Ángeles, California el 8 de julio de 2011. Se filtraron imágenes de la filmación del video en la Internet, en las que aparecen Levine y Aguilera actuando delante de las banderas de los Estados Unidos y del Reino Unido con confeti cayendo el techo, también se observaba otra imagen en la  que se mostraba a Aguilera cantando delante de un telón de fondo negro con su nombre «Christina» en color rosa. En una entrevista con Levine, explicó:

«Tuvimos la suerte de conseguir la aprobación de Mick Jagger [para el vídeo], por lo que nos da acceso a un montón de diferentes imágenes [lo cual] es tan bueno. No mucha gente ha visto [esto], especialmente la nueva generación de personas que no saben mucho acerca de lo increíble que era [Jagger]».

Su trama comienza con imágenes a blanco y negro de teatros, los equipos de montaje e iluminación preparándose para una sesión de The Rolling Stones. Luego, comienza el tema con silbidos y aparecen varias personas practicando sus movimientos como los de Jagger. En el estribillo, el vocalista llega al centro del escenario para comenzar a cantar vestido solo con pantalones de poliéster adherentes y sus múltiples tatuajes. Posteriormente, Aguilera hace su breve aparición vestida con un atuendo retro con grandes pestañas y un sombrero de ala ancha. El vídeoclip apareció por primera vez en E! News el 8 de agosto de 2011, mientras que al día siguiente lo publicaron en el canal VEVO de la banda en YouTube. Un escritor de The Huffington Post comentó que: «No estábamos seguros de que si Levine y Aguilera serían capaces de llevar [a cabo los movimientos] como Jagger, pero por otra parte, nadie puede. Lo mejor que pueden hacer es tratar de imitar la grandeza de Jagger y ellos hacen un trabajo bastante bueno en eso». Por su parte, Kyle Anderson de Entertainment Weekly opinó que nadie dudaría que en el vídeo aparecería un desfile de personas bailando como el legendario Mick Jagger, además de la canalización de la cantante Kelly Rowland en las mujeres. Un escritor de la revista Rolling Stone comentó: «Levine, Aguilera y las modelos sin duda tienen sus encantos, pero su intenso entusiasmo no hace más que resaltar el carisma natural del cantante de The Rolling Stones». El redactor TJ de Neon Limelight asumió que el clip estaría lleno de un picor humeante, tal como lo mostraban las imágenes filtradas. En cambio, Kevipod del sitio Direct Lyrics opinó que su concepto era genial, pero dijo que la mayor parte del vídeo era aburrido y realmente barato.

## Presentaciones en vivo

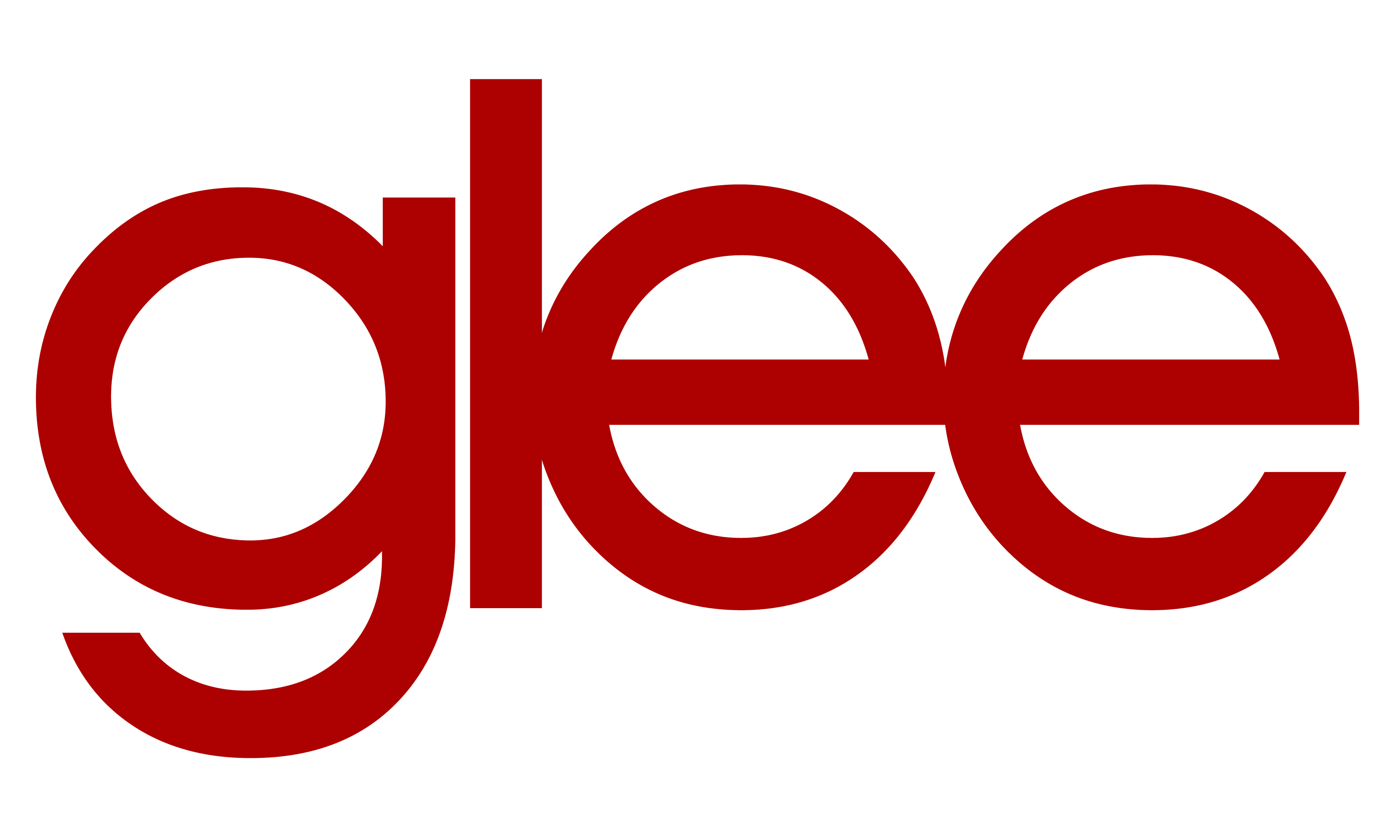
Los chicos de la serie Glee interpretaron la canción en un popurrí con «Jumpin' Jack Flash» de The Rolling Stones en el décimo episodio de su tercera temporada.

La banda junto con Christina Aguilera la cantaron por primera vez el 21 de junio de 2011 en el reality show The Voice, en la que Aguilera y Levine fueron entrenadores. El 3 de agosto, Maroon 5 tocó la pista en America's Got Talent, lo que generó un aumento en sus ventas al día siguiente. Dos días después, la tocaron junto con su sencillo predecesor «Never Gonna Leave This Bed» y «Harder to Breathe» en el programa Today como parte del Toyota Concert Series en la plaza Rockefeller de Nueva York. El 22 de septiembre, la interpretaron en The Ellen DeGeneres Show. La agrupación la presentó en Saturday Night Live el 5 de noviembre. Maroon 5 junto con Aguilera cantaron el tema en los American Music Awards, celebrados el 20 de noviembre, en donde los asistentes se pusieron en pie para cantar como si fuesen fanáticos en un concierto. Posterior a la presentación, Levine camino hacia el otro lado del escenario para cantar «Stereo Hearts» con Gym Class Heroes. Amy Sciarretto de Pop Crush comentó que el vocalista «se vio cómodo en el papel de roquero pop en el escenario». Nueve días después, la agrupación apareció en Victoria’s Secret Fashion Show para tocar «Moves like Jagger». También la interpretaron en un popurrí con «Payphone» en la final del reality show The Voice del Reino Unido el 2 de junio de 2012. El 29 del mismo mes, la agrupación tocó «Moves like Jagger» por segunda vez en el programa Today junto con «One More Night», «Payphone» y «Harder to Breathe». Maroon 5 actuó en el concierto de las nominaciones a los premios Grammy de 2013, celebrados el 5 de diciembre de 2012. Primero, la banda interpretó un popurrí de las canciones «One More Night», «Moves like Jagger» y «Daylight» justo después de que anunciaran que contaban con una nominación al mejor álbum de pop vocal por Overexposed. Para la finalización del concierto, volvieron al escenario a cantar «Payphone». De acuerdo con Amy Sciarretto de Pop Crush, «fue una actuación poderosa y apasionada y nos recordó por qué Levine y sus compañeros fueron nominados para otro Grammy». También tocaron la pista junto con «Payphone» en Germany's Next Topmodel. Maroon 5 incluyó a «Moves like Jagger» en el repertorio de su gira mundial Overexposed Tour de 2012 y 2013 como parte del encore.

## Versiones de otros artistas
La serie de televisión The Glee Project presentó la canción en el cuarto episodio Sexuality de la segunda temporada, utilizada en un bastard pop con la canción «Milkshake» de Kelis. Los chicos de la serie Glee versionaron el sencillo en un popurrí con «Jumpin' Jack Flash» de The Rolling Stones en el décimo episodio de su tercera temporada con una coreografía en el teatro de la escuela, donde los chicos concurren. Rae Votta de Billboard escribió: «Una impecable coreografía de parte del héroe olvidado de Glee, Zach Woodle». Posteriormente, apareció a manera de parodia como «Moves like Jabba» en la serie animada MAD. También, los chicos de Break parodiaron la canción con el mismo título y su vídeo hace referencia a la película Star Wars. El grupo Bananarama grabó su cover del tema como parte de su EP Now or Never. La artista estadounidense Demi Lovato realizó su propia versión de la pista en dos oportunidades, la primera en una presentación en el Fox Theatre de Detroit el 16 de noviembre de 2011 como parte de su gira A Special Night with Demi Lovato. Por otro lado, la incluyó en su repertorio de canciones para su concierto en el quinto Festival de Iquique de Chile. La agrupación Little Big Town también hizo su cover de «Moves like Jagger». En consiguiente, Katie Hasty del sitio Hitfix comentó: «Lo admito, voy a morir [de tanto escuchar] a "Moves like Jagger" de Maroon 5 con Christina Aguilera. Pero Little Big Town hace que quiera repetir este tema con su versión». Del mismo modo, el cantante Reggie Watts versionó la pista.

## Formatos y remezclas
Descarga digital
| Descarga digital |                                              |          |  |
| N.º              | Título                                       | Duración |  |
| 1.               | «Moves like Jagger» (con Christina Aguilera) | 3:21     |  |

| Descarga digital — Remix |                                                           |          |  |
| N.º                      | Título                                                    | Duración |  |
| 1.                       | «Moves like Jagger» (con Christina Aguilera y Mac Miller) | 3:44     |  |

| Descarga digital |                                               |          |  |
| N.º              | Título                                        | Duración |  |
| 1.               | «Moves like Jagger» (con Christina Aguilera)  | 3:21     |  |
| 2.               | «Moves like Jagger» (Soul Seekerz Radio Edit) | 3:24     |  |

Sencillo en CD
| Sencillo en CD |                                                                       |          |  |
| N.º            | Título                                                                | Duración |  |
| 1.             | «Moves like Jagger» (Michael Carrera Darkroom Remix)                  | 7:30     |  |
| 2.             | «Moves like Jagger» (Michael Carrera Darkroom Radio Edit Clean Remix) | 4:24     |  |
| 3.             | «Moves like Jagger» (Cutmore Club Mix)                                | 6:23     |  |
| 4.             | «Moves like Jagger» (Cutmore Dub Mix)                                 | 6:23     |  |
| 5.             | «Moves like Jagger» (Cutmore Clean Radio Version)                     | 3:39     |  |
| 6.             | «Moves like Jagger» (Soul Seekerz Club Mix)                           | 7:21     |  |
| 7.             | «Moves like Jagger» (Soul Seekerz Radio Edit)                         | 3:24     |  |
| 8.             | «Moves like Jagger» (versión original)                                | 3:21     |  |
| 9.             | «Moves like Jagger» (versión limpia)                                  | 3:21     |  |

Disco de vinilo
| Disco de 12 pulgadas |                                             |          |  |
| N.º                  | Título                                      | Duración |  |
| 1.                   | «Moves like Jagger» (versión original)      | 3:21     |  |
| 2.                   | «Moves like Jagger» (JK Remix)              | 5:30     |  |
| 3.                   | «Moves like Jagger» (Stereothief Remix)     | 5:17     |  |
| 4.                   | «Moves like Jagger» (Soul Seekerz Club Mix) | 7:20     |  |
| 5.                   | «Moves like Jagger» (Sexy Ray Vision Remix) | 3:50     |  |
| 6.                   | «Moves like Jagger» (Mtwo Dubstep Remix)    | 3:42     |  |

## Posicionamiento en listas

### Semanales
| País              | Lista (2012)                                  | Mejor posición |
| ----------------- | --------------------------------------------- | -------------- |
| Alemania          | German Singles Chart                          | 2              |
| Australia         | Australian Top 50 Singles                     | 2              |
| Austria           | Ö3 Austria Top 75                             | 1              |
| Bélgica (Flandes) | Ultratop 50                                   | 4              |
| Bélgica (Valonia) | Ultratop 40                                   | 4              |
| Brasil            | Brazil Hot 100 Airplay                        | 22             |
| Bulgaria          | Bulgarian Airplay Top 5                       | 2              |
| Canadá            | Canadian Hot 100                              | 1              |
| Corea del Sur     | Gaon International Download Chart             | 1              |
| Dinamarca         | Tracklisten Top 40                            | 1              |
| Escocia           | Scottish Top 40 Singles                       | 1              |
| Eslovaquia        | Slovakia Radio Top 100                        | 1              |
| España            | Top 50 Canciones                              | 1              |
| Estados Unidos    | Billboard Hot 100                             | 1              |
| Estados Unidos    | Digital Songs                                 | 1              |
| Estados Unidos    | Pop Songs                                     | 1              |
| Estados Unidos    | Radio Songs                                   | 1              |
| Estados Unidos    | Adult Pop Songs                               | 1              |
| Estados Unidos    | Adult Contemporary                            | 7              |
| Estados Unidos    | Dance/Club Play Songs                         | 9              |
| Finlandia         | Suomen virallinen lista                       | 1              |
| Francia           | Syndicat National de l'Édition Phonographique | 3              |
| Hungría           | Rádiós Top 40                                 | 1              |
| Irlanda           | Irish Singles Chart                           | 1              |
| Israel            | Media Forest                                  | 1              |
| Italia            | Federación de la Industria Musical Italiana   | 2              |
| Japón             | Japan Hot 100                                 | 30             |
| Líbano            | The Official Lebanese Top 20                  | 1              |
| México            | Mexico Airplay                                | 1              |
| Noruega           | VG-lista                                      | 1              |
| Nueva Zelanda     | NZ Top 40 Singles                             | 1              |
| Países Bajos      | Dutch Singles Chart                           | 2              |
| Polonia           | Związek Producentów Audio Video               | 1              |
| Reino Unido       | UK Singles Chart                              | 2              |
| República Checa   | Czech Radio Top 100                           | 2              |
| Suecia            | Sverigetopplistan                             | 1              |
| Suiza             | Schweizer Hitparade                           | 5              |
| Europa            | Euro Digital Songs                            | 1              |

#### Sucesión en listas
| Predecesor: «Loca People» de Sak Noel                                                                                    | Ö3 Austria Top 75 — Sencillo número uno 23 de septiembre de 2011 — 29 de septiembre de 2011                                                                                                 | Sucesor: «I Won't Let You Go» de James Morrison                                                             |
| Predecesor: «Last Friday Night (T.G.I.F.)» de Katy Perry                                                                 | Canadian Hot 100 — Sencillo número uno 20 de agosto de 2011 — 28 de octubre de 2011 | Sucesor: «Sexy and I Know It» de LMFAO                                                                      |
| Predecesores: «Best Thing I Never Had» de Beyoncé «Lay Up Under Me» de Beyoncé «Lift Off» de Jay Z con Beyoncé           | Gaon Download International Chart — Sencillo número uno 26 de junio de 2011 — 23 de julio de 2011 31 de julio de 2011 — 13 de agosto de 2011 21 de agosto de 2011 — 3 de septiembre de 2011 | Sucesores: «Lay Up Under Me» de Beyoncé «Lift Off» de Jay Z con Beyoncé «Mr. Know It All» de Kelly Clarkson |
| Predecesor: «Loca People» de Sak Noel                                                                                    | Tracklisten Top 40 — Sencillo número uno 12 de agosto de 2011 — 1 de septiembre de 2011 | Sucesor: « I Mine Øjne» de Rasmus Seebach                                                                   |
| Predecesores: «Promises» de Nero «Feel So Close» de Calvin Harris                                                        | Scottish Top 40 Singles — Sencillo número uno 27 de agosto de 2011 — 2 de septiembre de 2011 10 de septiembre de 2011 — 16 de septiembre de 2011                                            | Sucesores: «Feel So Close» de Calvin Harris «All About Tonight» de Pixie Lott                               |
| Predecesor: «We Found Love» de Rihanna con Calvin Harris                                                                 | Slovakia Radio Top 100 — Sencillo número uno Semana 3 de 2012 — Semana 4 de 2012 | Sucesor: «International Love» de Pitbull con Chris Brown                                                    |
| Predecesores: «Last Friday Night (T.G.I.F.)» de Katy Perry «Someone like You» de Adele                                   | Billboard Hot 100 — Sencillo número uno 10 de septiembre de 2011 — 16 de septiembre de 2011 24 de septiembre de 2011 — 14 de octubre de 2011                                                | Sucesores: «Someone like You» de Adele                                                                      |
| Predecesores: «Last Friday Night (T.G.I.F.)» de Katy Perry «She Will» de Lil Wayne con Drake «Someone like You» de Adele | Digital Songs — Sencillo número uno 27 de agosto de 2011 — 2 de septiembre de 2011 10 de septiembre de 2011 — 16 de septiembre de 2011 24 de septiembre de 2011 — 14 de octubre de 2011     | Sucesores: «She Will» de Lil Wayne con Drake «Someone like You» de Adele                                    |
| Predecesor: «I Wanna Go» de Britney Spears                                                                               | Pop Songs — Sencillo número uno 1 de octubre de 2011 — 11 de noviembre de 2011 | Sucesor: «Stereo Hearts» de Gym Class Heroes con Adam Levine                                                |
| Predecesores: «Last Friday Night (T.G.I.F.)» de Katy Perry «Someone like You» de Adele                                   | Radio Songs — Sencillo número uno 1 de octubre de 2011 — 11 de noviembre de 2011 26 de noviembre de 2011 — 2 de diciembre de 2011                                                           | Sucesores: «Someone like You» de Adele «We Found Love de Rihanna con Calvin Harris                          |
| Predecesor: «Tonight Tonight» de Hot Chelle Rae                                                                          | Adult Pop Songs — Sencillo número uno 8 de octubre de 2011 — 21 de octubre de 2011 | Sucesor: «Someone like You» de Adele                                                                        |
| Predecesor: «Sabotage» de Chisu                                                                                          | Finnish Singles Chart — Sencillo número uno Semana 36 de 2011 — Semana 42 de 2011 | Sucesor: «Sabotage» de Chisu                                                                                |
| Predecesores: «Party Rock Anthem» de LMFAO con Lauren Bennett y GoonRock «We Found Love» de Rihanna con Calvin Harris    | Rádiós Top 40 — Sencillo número uno 12 de septiembre de 2011 — 15 de enero de 2012 23 de enero de 2012 — 5 de febrero de 2012                                                               | Sucesores: «We Found Love» de Rihanna con Calvin Harris «Levels» de Avicii                                  |
| Predecesor: «Glad You Came» de The Wanted                                                                                | Irish Singles Chart — Sencillo número uno 18 de agosto de 2011 — 14 de septiembre de 2011                                                                                                   | Sucesor: «What Makes You Beautiful» de One Direction                                                        |
| Predecesor: «Loca People» de Sak Noel                                                                                    | International Airplay Chart — Sencillo número uno 18 de septiembre de 2011 — 29 de octubre de 2011                                                                                          | Sucesor: «Stereo Hearts» de Gym Class Heroes con Adam Levine                                                |
| Predecesor: «Loca People» de Sak Noel                                                                                    | The Official Lebanese Top 20 — Sencillo número uno 4 de septiembre de 2011 — 10 de septiembre de 2011                                                                                       | Sucesor: «Cheers (Drink to That)» de Rihanna                                                                |
| Predecesores: «Te dejo en libertad» de Ha*Ash «El verdadero amor perdona» de Maná con Prince Royce                       | Mexico Airplay — Sencillo número uno 12 de noviembre de 2011 — 6 de enero de 2012 14 de enero de 2012 — 21 de enero de 2012                                                                 | Sucesores: «El verdadero amor perdona» de Maná con Prince Royce «¡Corre!» de Jesse & Joy                    |
| Predecesores: «Ring Meg» de Gabrielle «We Found Love» de Rihanna con Calvin Harris                                       | Norwegian Singles Chart — Sencillo número uno Semana 36 de 2011 — Semana 40 de 2011 Semana 41 de 2011 — Semana 42 de 2011                                                                   | Sucesores: «We Found Love» de Rihanna con Calvin Harris                                                     |
| Predecesor: «Someone like You» de Adele                                                                                  | NZ Top 40 Singles — Sencillo número uno 1 de agosto de 2011 — 11 de septiembre de 2011 | Sucesor: «Somebody That I Used to Know» de Gotye con Kimbra                                                 |
| Predecesores: «Set Fire to the Rain» de Adele «Sen O Przyszłości» de Sylwia Grzeszczak                                   | Polish Top Airplay — Sencillo número uno 24 de septiembre de 2011 — 7 de octubre de 2011 22 de octubre de 2011 — 18 de noviembre de 2011                                                    | Sucesores: «Sen O Przyszłości» de Sylwia Grzeszczak «Heart Skips a Beat» de Olly Murs                       |
| Predecesor: «Vart jag mig i världen vänder» de Den Svenska Björnstammen                                                  | Swedish Singles Chart — Sencillo número uno 23 de septiembre de 2011 — 29 de septiembre de 2011                                                                                             | Sucesor: «Vart jag mig i världen vänder» de Den Svenska Björnstammen                                        |
| Predecesor: «Little Bad Girl» de David Guetta con Taio Cruz y Ludacris                                                   | Euro Digital Songs — Sencillo número uno 3 de septiembre de 2011 — 21 de octubre de 2011 | Sucesor: «We Found Love» de Rihanna con Calvin Harris                                                       |

### Anuales
| País              | Lista                             | Posición |
| 2011              | 2011                              | 2011     |
| ----------------- | --------------------------------- | -------- |
| Alemania          | German Singles Chart              | 15       |
| Australia         | Australian Top 50 Singles         | 3        |
| Austria           | Ö3 Austria Top 75                 | 22       |
| Bélgica (Flandes) | Ultratop 50                       | 21       |
| Bélgica (Valonia) | Ultratop 40                       | 47       |
| Canadá            | Canadian Hot 100                  | 5        |
| Corea del Sur     | Gaon International Download Chart | 1        |
| Dinamarca         | Tracklisten Top 40                | 1        |
| España            | Top 50 Canciones                  | 21       |
| Estados Unidos    | Billboard Hot 100                 | 9        |
| Estados Unidos    | Digital Songs                     | 8        |
| Estados Unidos    | Pop Songs                         | 10       |
| Estados Unidos    | Radio Songs                       | 16       |
| Estados Unidos    | Adult Pop Songs                   | 8        |
| Estados Unidos    | Adult Contemporary                | 41       |
| Finlandia         | Myydyimmät ulkomaiset singlet     | 5        |
| Hungría           | Rádiós Top 40                     | 13       |
| Irlanda           | Irish Singles Chart               | 7        |
| Israel            | International Airplay Chart       | 8        |
| Japón             | Japan Hot 100                     | 56       |
| Nueva Zelanda     | NZ Top 40 Singles                 | 2        |
| Países Bajos      | Jaaroverzichten - Single          | 6        |
| Reino Unido       | UK Singles Chart                  | 2        |
| Suecia            | Årslista Singlar                  | 9        |
| Suiza             | Schweizer Hitparade               | 17       |

| País           | Lista                             | Posición |
| 2012           | 2012                              | 2012     |
| -------------- | --------------------------------- | -------- |
| Australia      | Australian Top 50 Singles         | 93       |
| Canadá         | Canadian Hot 100                  | 17       |
| Corea del Sur  | Gaon International Download Chart | 1        |
| España         | Top 50 Canciones                  | 33       |
| Estados Unidos | Billboard Hot 100                 | 36       |
| Estados Unidos | Digital Songs                     | 32       |
| Estados Unidos | Pop Songs                         | 50       |
| Estados Unidos | Radio Songs                       | 17       |
| Estados Unidos | Adult Pop Songs                   | 27       |
| Estados Unidos | Adult Contemporary                | 12       |
| Francia        | Classement Singles                | 76       |
| Hungría        | Rádiós Top 40                     | 18       |
| Reino Unido    | UK Singles Chart                  | 58       |
| Suecia         | Årslista Singlar                  | 71       |

### Certificaciones
| País           | Organismo certificador | Certificación | Simbolización | Ref.    |
| -------------- | ---------------------- | ------------- | ------------- | ------- |
| Alemania       | BVMI                   | Platino       | ▲             | [ 70 ]  |
| Australia      | ARIA                   | 11× Platino   | 11▲           | [ 92 ]  |
| Bélgica        | BEA                    | Platino       | ▲             | [ 68 ]  |
| Canadá         | CRIA                   | 8× Platino    | 8▲            | [ 61 ]  |
| Dinamarca      | IFPI                   | 2× Platino    | 2▲            | [ 71 ]  |
| Estados Unidos | RIAA                   | Diamante      | 10▲           | [ 59 ]  |
| España         | PROMUSICAE             | Platino       | ▲             | [ 64 ]  |
| Finlandia      | IFPI                   | Platino       | ▲             | [ 72 ]  |
| Francia        | SNEP                   | Oro           | ●             | [ 75 ]  |
| Italia         | FIMI                   | Multiplatino  | —             | [ 83 ]  |
| Japón          | RIAJ                   | Oro           | ●             | [ 163 ] |
| Nueva Zelanda  | RIANZ                  | 3× Platino    | 3▲            | [ 93 ]  |
| Reino Unido    | BPI                    | 2× Platino    | 2▲            | [ 80 ]  |
| Suecia         | GLF                    | 5× Platino    | 5▲            | [ 81 ]  |
| Suiza          | IFPI                   | Platino       | ▲             | [ 85 ]  |

## Premios y nominaciones
A continuación, una lista de algunas de las nominaciones que obtuvo la canción en distintas ceremonias de premiación.
| Año  | Ceremonia de premiación      | Categoría                                | Resultado | Ref.    |
| ---- | ---------------------------- | ---------------------------------------- | --------- | ------- |
| 2012 | ASCAP Pop Music Awards       | Canción más interpretada                 | Ganador   | [ 164 ] |
| 2012 | MTV Video Music Awards Japan | Mejor vídeo de un grupo                  | Nominado  | [ 165 ] |
| 2012 | MTV Video Music Awards Japan | Mejor vídeo de colaboración              | Nominado  | [ 165 ] |
| 2012 | MuchMusic Video Awards       | Vídeo internacional del año (grupo)      | Nominado  | [ 166 ] |
| 2012 | Billboard Music Awards       | Top canción Hot 100                      | Nominado  | [ 167 ] |
| 2012 | Billboard Music Awards       | Top canción digital                      | Nominado  | [ 167 ] |
| 2012 | Billboard Music Awards       | Top canción radial                       | Nominado  | [ 167 ] |
| 2012 | Billboard Music Awards       | Top canción pop                          | Nominado  | [ 167 ] |
| 2012 | Premios People's Choice      | Canción favorita del año                 | Nominado  | [ 168 ] |
| 2012 | Premios 40 Principales       | Mejor canción internacional              | Nominado  | [ 169 ] |
| 2012 | Premios Grammy               | Mejor interpretación de pop de dúo/grupo | Nominado  | [ 25 ]  |
| 2012 | Teen Choice Awards           | Mejor sencillo de un grupo               | Nominado  | [ 170 ] |
| 2013 | ASCAP Pop Music Awards       | Canción más interpretada                 | Ganador   | [ 171 ] |
| 2013 | BMI Pop Awards               | Canción del año                          | Ganador   | [ 172 ] |
| 2013 | BMI Pop Awards               | Canción galardonada                      | Ganador   | [ 172 ] |

## Historial de lanzamientos
| País           | Fecha                | Formato              | Sello discográfico | Ref.    |
| -------------- | -------------------- | -------------------- | ------------------ | ------- |
| Canadá         | 21 de junio de 2011  | Descarga digital     | A&M Octone Records | [ 173 ] |
| Estados Unidos | 21 de junio de 2011  | Descarga digital     | A&M Octone Records | [ 174 ] |
| México         | 21 de junio de 2011  | Descarga digital     | A&M Octone Records | [ 175 ] |
| Australia      | 22 de junio de 2011  | Descarga digital     | A&M Octone Records | [ 176 ] |
| Austria        | 22 de junio de 2011  | Descarga digital     | Interscope Records | [ 177 ] |
| Bélgica        | 22 de junio de 2011  | Descarga digital     | Interscope Records | [ 178 ] |
| Finlandia      | 22 de junio de 2011  | Descarga digital     | Interscope Records | [ 179 ] |
| Francia        | 22 de junio de 2011  | Descarga digital     | Interscope Records | [ 180 ] |
| Hungría        | 22 de junio de 2011  | Descarga digital     | Interscope Records | [ 181 ] |
| Irlanda        | 22 de junio de 2011  | Descarga digital     | Interscope Records | [ 182 ] |
| Japón          | 22 de junio de 2011  | Descarga digital     | Interscope Records | [ 183 ] |
| Nueva Zelanda  | 22 de junio de 2011  | Descarga digital     | Interscope Records | [ 184 ] |
| Países Bajos   | 22 de junio de 2011  | Descarga digital     | Interscope Records | [ 185 ] |
| Nueva Zelanda  | 5 de agosto de 2011  | EP digital           | A&M Octone Records | [ 123 ] |
| Reino Unido    | 8 de agosto de 2011  | Descarga digital     | A&M Octone Records | [ 186 ] |
| Alemania       | 26 de agosto de 2011 | Sencillo en CD       | A&M Octone Records | [ 187 ] |
| Austria        | 26 de agosto de 2011 | Sencillo en CD       | A&M Octone Records | [ 187 ] |
| Suiza          | 26 de agosto de 2011 | Sencillo en CD       | A&M Octone Records | [ 187 ] |
| Canadá         | 4 de octubre de 2011 | Remix con Mac Miller | A&M Octone Records | [ 188 ] |
| Estados Unidos | 4 de octubre de 2011 | Remix con Mac Miller | A&M Octone Records | [ 122 ] |